# Fertőhomok
Fertőhomok (deutsch Amhagen, kroatisch Umok) ist eine ungarische Gemeinde im Kreis Sopron im Komitat Győr-Moson-Sopron. Gut zehn Prozent der Bewohner zählen zur Volksgruppe der Kroaten.

## Geografische Lage
Fertőhomok liegt 65 Kilometer südwestlich des Komitatssitzes Győr, 14,5 Kilometer südöstlich der Kreisstadt Sopron, am südlichen Rand des Neusiedler Sees. Nachbargemeinden sind Hidegség, Hegykő, Pinnye und Pereszteg.

## Geschichte
Fertőhomok wurde bereits im 13. Jahrhundert unter dem Namen Praedium Humuky schriftlich erwähnt.
Im Jahr 1913 gab es in der damaligen Kleingemeinde 89 Häuser und 592 Einwohner auf einer Fläche von 2192 Katastraljochen. Sie gehörte zu dieser Zeit zum Bezirk Sopron im Komitat Sopron.

## Sehenswürdigkeiten
- Heimatmuseum (Tájház)
- Kruzifix mit Pietà, erschaffen 1916 von Béla Mechle
- Naturlehrpfad (Békakonty tanösvény)
- Páduai-Szent-Antal-Statue aus dem Jahr 1748
- Römisch-katholische Kirche Szent Anna, erbaut 1901 nach Plänen von József Ullein im neuromanischen Stil; die Orgel der Kirche wurde von Nándor Peppert aus Szombathely gebaut.

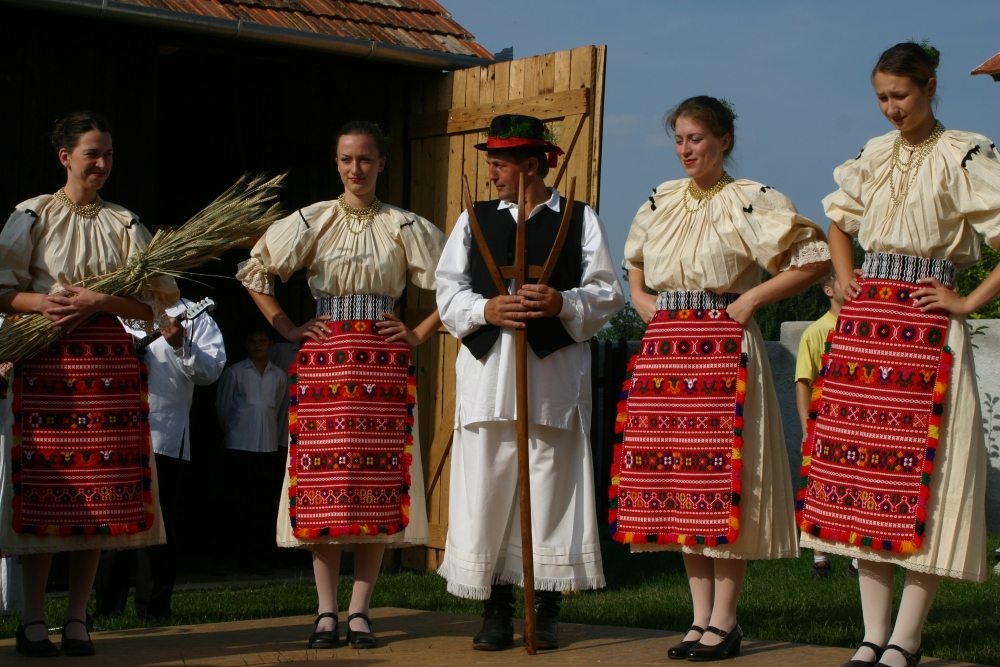
Trachten der kroatischen Volksgruppe in Fertőhomok

- Szent-Család-Säule aus dem Jahr 1914
- Szentháromság-Säule mit Marienstatue

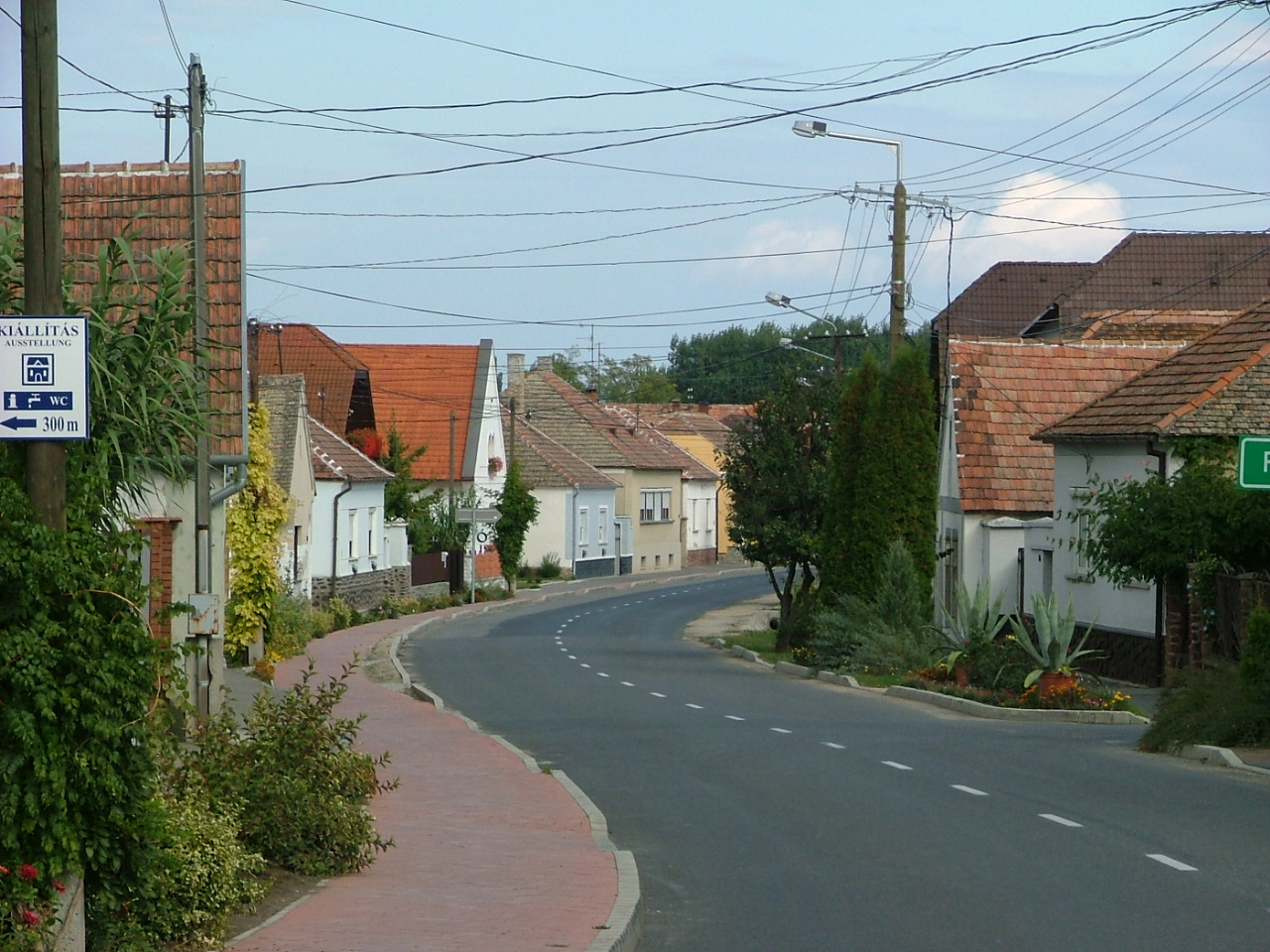
Blick auf die Akác utca
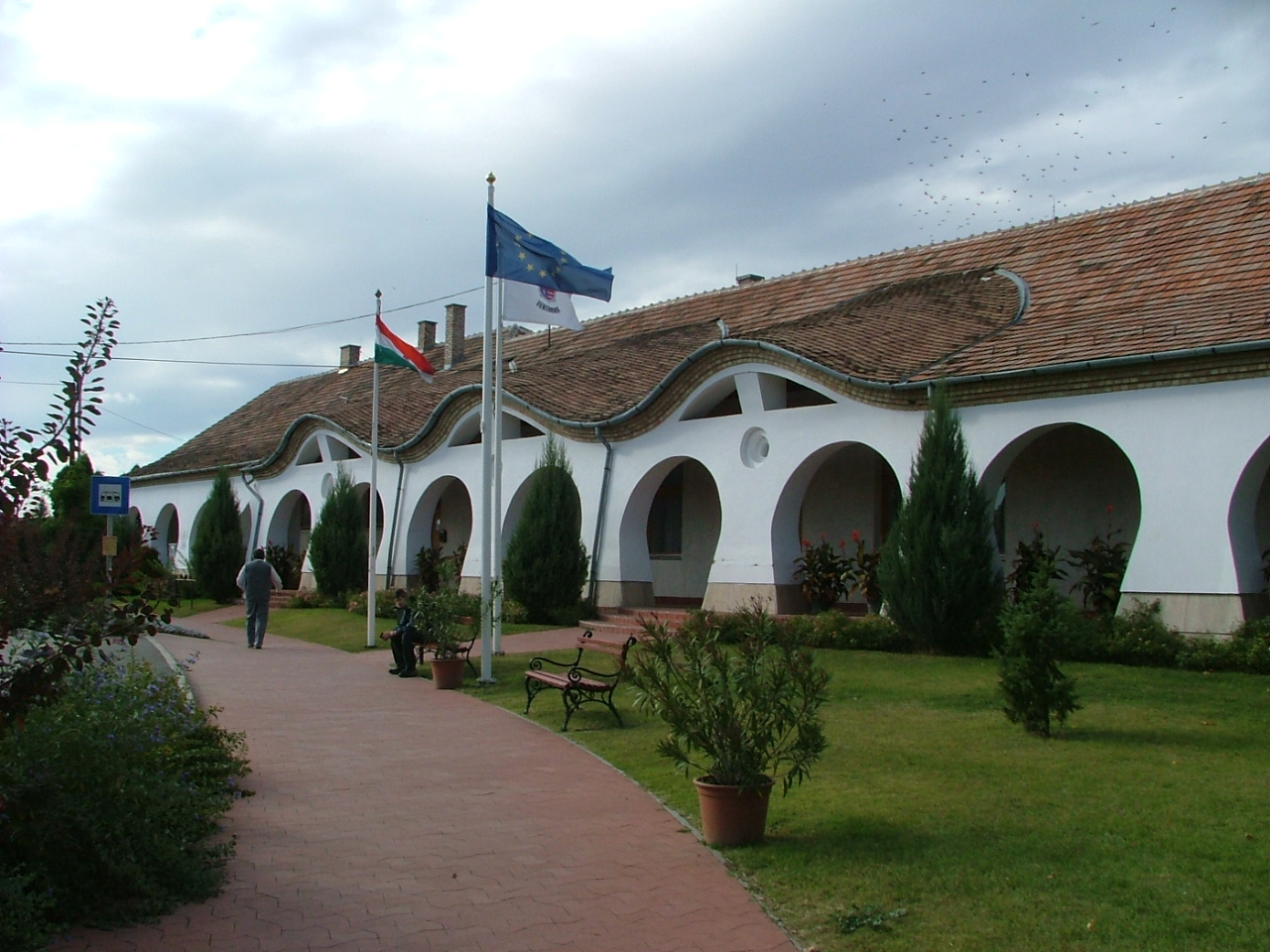
Gemeindeverwaltung
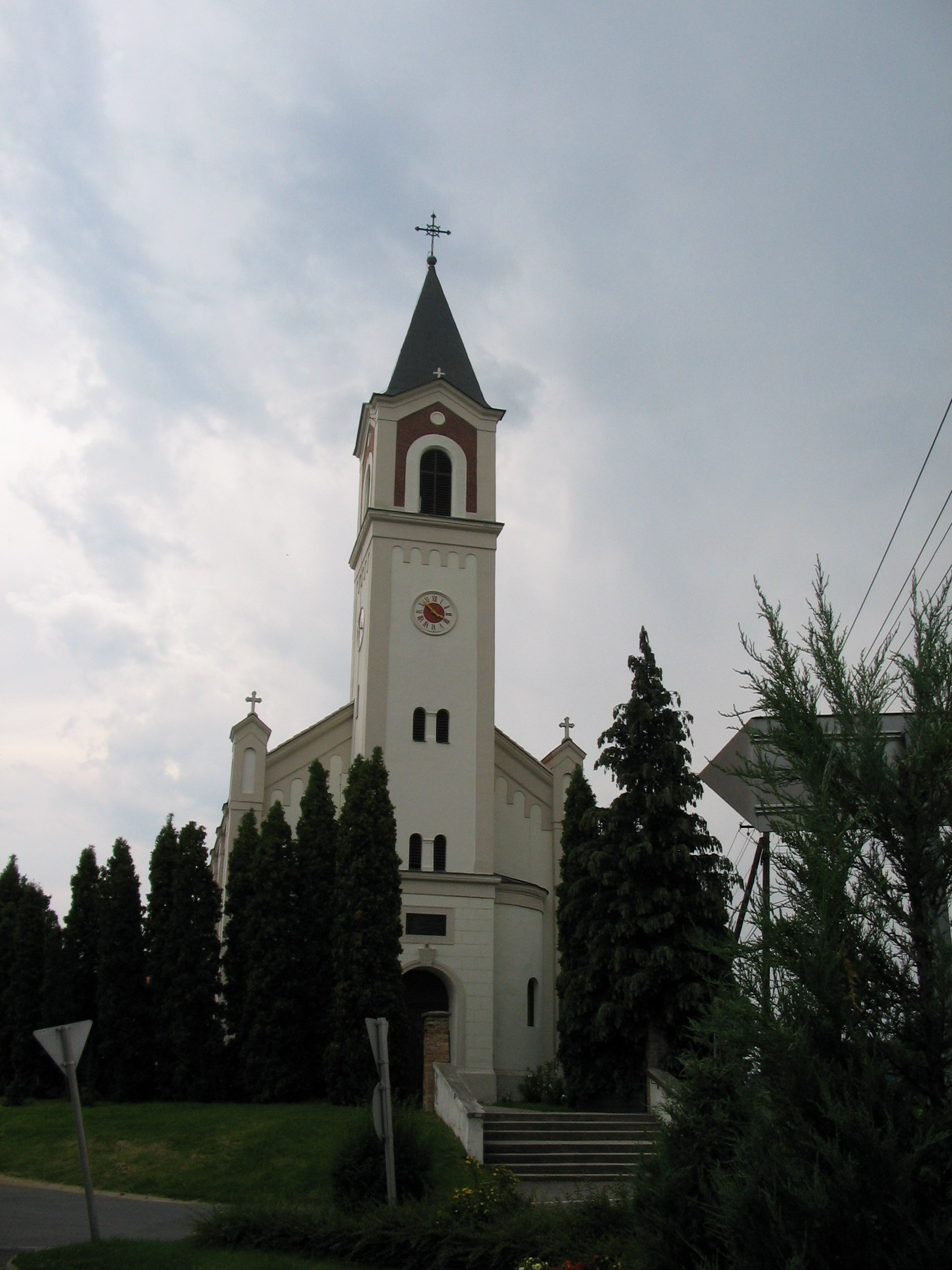
Römisch-katholische Kirche Szent Anna
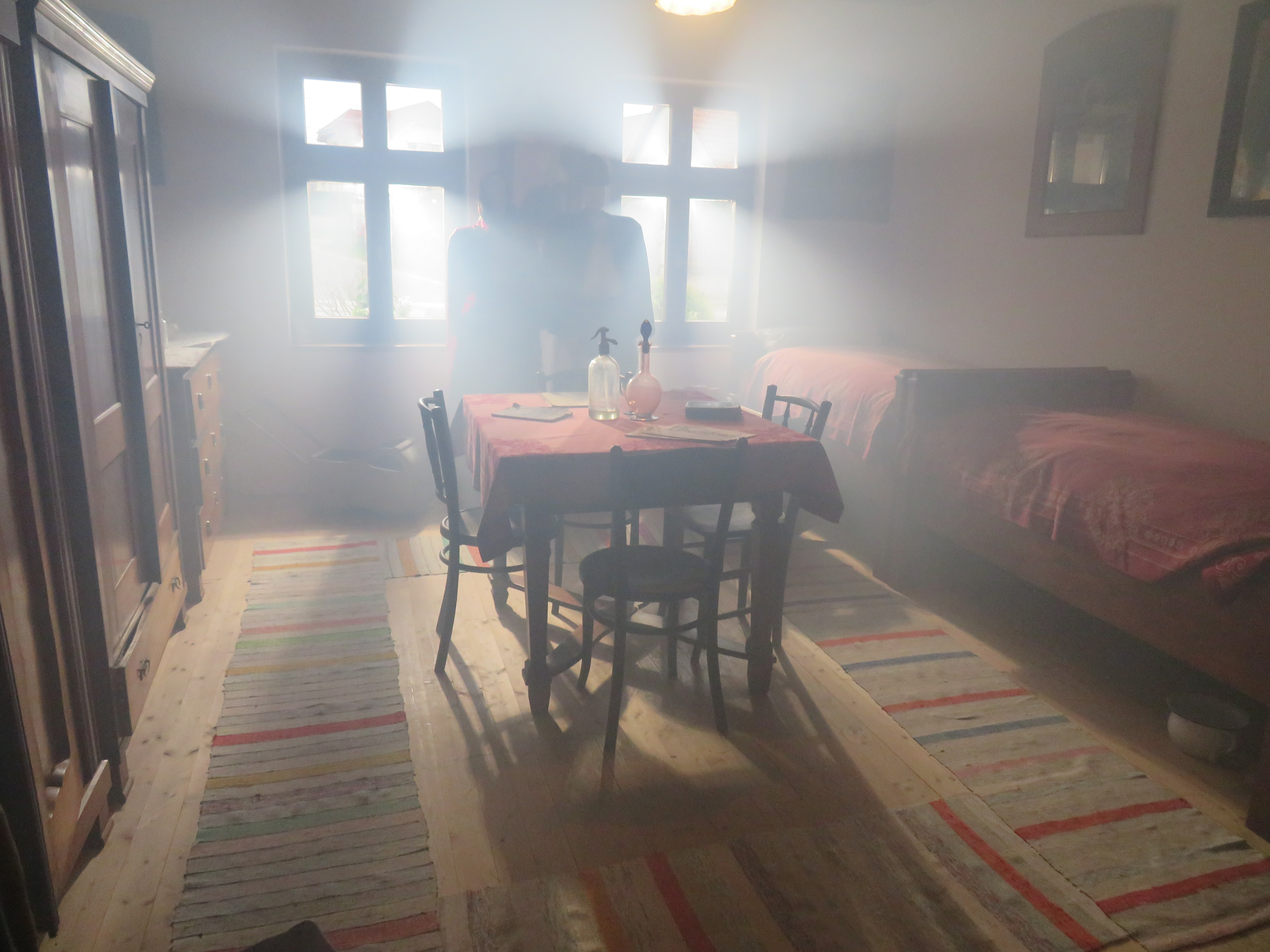
Zimmer im Heimatmuseum

## Kultur
Fertőhomok ist eine durch die kroatische Minderheit geprägte Gemeinde. Die Gruppe Kajkavci tamburaegyüttes widmet sich der Tradition der Tamburica-Musik und des Volkstanzes.

## Verkehr
Durch Fertőhomok verläuft die Landstraße Nr. 8518, auf die in der Ortsmitte die aus Süden kommende Landstraße Nr. 8524 trifft. Der nächstgelegene Bahnhof befindet sich südlich in Pinnye. Durch die Gemeinde führt der Neusiedler-See-Radweg.